# Żuków (Siedlce)
Pour les articles homonymes, voir Żuków.
Żuków (prononciation : [ˈʐukuf]) est un village polonais de la gmina de Mokobody dans le powiat de Siedlce de la voïvodie de Mazovie dans le centre-est de la Pologne.
Il se situe à environ 6 kilomètres au sud de Mokobody (siège de la gmina), 13 kilomètres au nord-ouest de Siedlce (siège du powiat) et à 77 kilomètres à l'est de Varsovie (capitale de la Pologne).
Le village comptait approximativement une population de 271 habitants en 2010.

## Histoire
De 1975 à 1998, le village appartenait administrativement à la voïvodie de Siedlce.

Depuis 1999, il appartient administrativement à la voïvodie de Mazovie